# چقازرد (بخش مرکزی کرمانشاه)
چقازرد (کرمانشاه)، روستایی از توابع بخش مرکزی شهرستان کرمانشاه در استان کرمانشاه ایران است.

## جمعیت
این روستا در دهستان بالادربند قرار دارد و بر اساس سرشماری مرکز آمار ایران در سال ۱۳۸۵، جمعیت آن ۳۶۹ نفر (۹۳خانوار) بوده‌است.

## جغرافیا
در ۲۴ کیلومتری کرمانشاه بر سر راه «اسلام آباد» و ۱/۵ کیلومتر آبادی «کلیائی» ، در دشت فراخ «ماهیدشت» قرار دارد .